# Награда на германската критика
„Наградата на германската критика“ (на немски: Deutscher Kritikerpreis) от Съюза на германските критици се присъжда от 1951 до 2009 г.
Отличието – без парична премия – се присъжда в областите архитектура, изобразително изкуство, телевизия, кино, радиодрама, литература, музика, балет и театър.
С наградата се поощряват „възможно още неоткрити, недостатъчно оценени творци или цялостно творчество“. С разпускането на съюза през 2011 г. наградата прекратява съществуването си.

## Носители на наградата (подбор)
- 1951: Мартин Кесел
- 1953: Хайнрих Бьол
- 1958: Алфред Андерш
- 1960: Гюнтер Грас
- 1961: Ингеборг Бахман
- 1962: Ханс Магнус Енценсбергер
- 1964: Петер Хертлинг
- 1966: Елиас Канети
- 1969: Дитер Велерсхоф
- 1970: Жан Амери
- 1971: Петер Хакс
- 1972: Франц Ксавер Крьоц
- 1975: Криста Райниг
- 1976: Джордж Табори
- 1977: Франц Фюман
- 1978: Ханс Магнус Енценсбергер
- 1980: Юрген Бекер
- 1981: Сара Кирш
- 1982: Паул Ницон
- 1983: Кристоф Хайн
- 1987: Роберт Гернхарт
- 1992: Херта Мюлер
- 1995: Марсел Байер
- 1996: Фолкер Браун
- 1999: Томас Клинг
- 2001: Катрин Шмит
- 2002: Бодо Кирххоф
- 2003: Антйе Равич Щрубел
- 2006: Ханс-Улрих Трайхел
- 2007: Фридрих Кристиан Делиус
- 2009: Урзула Крехел